# Ataenius clitellarius
Ataenius clitellarius är en skalbaggsart som beskrevs av Rudolph Petrovitz 1973. Ataenius clitellarius ingår i släktet Ataenius och familjen Aphodiidae. Inga underarter finns listade.